# Taleggio
Taleggio là một đô thị ở tỉnh Bergamo trong vùng Lombardia của nước Ý, có vị trí cách khoảng 60 km về phía đông bắc của Milano và khoảng 25 km về phía tây bắc của Bergamo. Tại thời điểm ngày 31 tháng 12 năm 2004, đô thị này có dân số 583 người và diện tích là 46,6 km².
Đô thị Taleggio có các frazioni (đơn vị cấp dưới, chủ yếu là các làng) Olda, Peghera, và Sottochiesa.
Taleggio giáp các đô thị: Camerata Cornello, Cassiglio, Fuipiano Valle Imagna, Gerosa, Moggio, San Giovanni Bianco, Vedeseta.